# زهلم (نیدرزاکسن)
زهلم (به آلمانی: Sehlem) یک شهر در آلمان است که در Lamspringe واقع شده‌است. زهلم ۸۴۲ نفر جمعیت دارد.